# Jimmy McHugh
Jimmy McHugh född James Francis McHugh 10 juli 1894 i Boston, Massachusetts, död 23 maj 1969 i Beverly Hills, Kalifornien, var en amerikansk kompositör av populärmusik.